# Thaiden
Thaiden ist ein Ortsteil der Gemeinde Ehrenberg (Rhön) im osthessischen Landkreis Fulda.

## Geographische Lage
Thaiden liegt im Ulstertal in der hessischen Rhön, der sich von hier flussabwärts langsam verbreitert. Thaiden grenzt im Norden an Batten, im Westen an Wickers, im Süden an Seiferts und im Osten an das thüringische Birx.

## Geschichte
Thaiden wurde im Jahr 1032 erstmals erwähnt. Im Jahr 1486 wurde der Ort zur Wüstung und erst 1510 wieder besiedelt.
Am 1. August 1972 wurde Thaiden im Zuge der Gebietsreform in Hessen kraft Landesgesetz in die 1970neue gegründete Gemeinde Ehrenberg (Rhön) eingemeindet.  Für Thaiden wie für die anderen ehemals eigenständigen Gemeinden wurden Ortsbezirke mit Ortsbeirat und Ortsvorsteher nach der Hessischen Gemeindeordnung gebildet.
Einwohnerentwicklung
| Thaiden: Einwohnerzahlen von 1834 bis 2019 | Thaiden: Einwohnerzahlen von 1834 bis 2019 | Thaiden: Einwohnerzahlen von 1834 bis 2019 | Thaiden: Einwohnerzahlen von 1834 bis 2019 | Thaiden: Einwohnerzahlen von 1834 bis 2019 |
| --- | ------------------------------------------ | ------------------------------------------ | ------------------------------------------ | ------------------------------------------ |
| Jahr |                                            |                                            |                                            | Einwohner                                  |
| 1834 | 1834                                       |                                            | 317                                        | 317                                        |
| 1840 | 1840                                       |                                            | 339                                        | 339                                        |
| 1846 | 1846                                       |                                            | 331                                        | 331                                        |
| 1852 | 1852                                       |                                            | 320                                        | 320                                        |
| 1858 | 1858                                       |                                            | 318                                        | 318                                        |
| 1864 | 1864                                       |                                            | 313                                        | 313                                        |
| 1871 | 1871                                       |                                            | 315                                        | 315                                        |
| 1875 | 1875                                       |                                            | 307                                        | 307                                        |
| 1885 | 1885                                       |                                            | 273                                        | 273                                        |
| 1895 | 1895                                       |                                            | 288                                        | 288                                        |
| 1905 | 1905                                       |                                            | 304                                        | 304                                        |
| 1910 | 1910                                       |                                            | 280                                        | 280                                        |
| 1925 | 1925                                       |                                            | 298                                        | 298                                        |
| 1939 | 1939                                       |                                            | 347                                        | 347                                        |
| 1946 | 1946                                       |                                            | 452                                        | 452                                        |
| 1950 | 1950                                       |                                            | 436                                        | 436                                        |
| 1956 | 1956                                       |                                            | 349                                        | 349                                        |
| 1961 | 1961                                       |                                            | 368                                        | 368                                        |
| 1967 | 1967                                       |                                            | 393                                        | 393                                        |
| 1980 | 1980                                       |                                            | ?                                          | ?                                          |
| 1992 | 1992                                       |                                            | 338                                        | 338                                        |
| 1995 | 1995                                       |                                            | 345                                        | 345                                        |
| 2000 | 2000                                       |                                            | 339                                        | 339                                        |
| 2005 | 2005                                       |                                            | 320                                        | 320                                        |
| 2010 | 2010                                       |                                            | 303                                        | 303                                        |
| 2015 | 2015                                       |                                            | 295                                        | 295                                        |
| 2019 | 2019                                       |                                            | 272                                        | 272                                        |
| Datenquelle: Historisches Gemeindeverzeichnis für Hessen: Die Bevölkerung der Gemeinden 1834 bis 1967. Wiesbaden: Hessisches Statistisches Landesamt, 1968. Weitere Quellen: bis 1970:; ab 1962 |                                            |                                            |                                            |                                            |

## Kirche
Die katholische Filialkirche St. Wendelinus ist ein einfacher Bau (Bogenfenster) aus den Jahren 1887 bis 1888. Der einspringende Vorderturm hat einen spitzen Helm, der von einem Viereck in ein Achteck übergeht. Die Fassade ist durch Sandsteinpilaster, Türen und eine Nische mit einer sinusförmigen Spiralfigur belebt. Das Innere hat eine flache Decke, der Chor ist durch ein Chorbogen geteilt. Die Galerie ruht auf zwei kannelierten Säulen. Der Hauptaltar ist ein Werk des fränkischen Rokoko: zwischen zwei korinthischen Pilasterpaaren und einem Säulenpaar befindet sich eine lebensgroße Madonna mit Strahlen. Die Assistenzfiguren sind der heilige Kilian und der heilige Johannes Nepomuk. Im Auszug HL.=Geist=Taube mit Wolken und Strahlen, Voluten und Engel: Zusätzlich sind folgende Holzfiguren vorhanden: Joseph mit dem Kind, Johannes der Täufer, Wendelinus und Aloysius.

## Verkehr
Durch Thaiden verläuft in Nord-Süd-Richtung die Bundesstraße 278.